# Саранских, Владимир Иванович
Влади́мир Ива́нович Саранских (7 декабря 1941, Златоуст, Челябинская область, РСФСР, СССР — 23 марта 2003) — советский партийный и государственный деятель, первый секретарь Вологодского обкома КПСС (1990—1991).

## Биография
Окончил Челябинский политехнический институт. Член КПСС с 1965 г.
В 1969—1971 гг. работал на инженерно-технических должностях на Златоустовском и Череповецком металлургических заводах.
Заведующий промышленно-транспортным отделом Череповецкого горкома КПСС (1971—1976),
в 1976—1978 гг. — секретарь парткома Череповецкого сталепрокатного завода.
Второй секретарь Череповецкого горкома КПСС (1978—1981),
председатель исполкома Череповецкого городского Совета народных депутатов (1981—1987),
первый секретарь Череповецкого горкома КПСС (1987—1989 гг.).
В 1989—1990 гг. — заместитель председателя Вологодского облисполкома.
С апреля 1990 г. по август 1991 г. — первый секретарь Вологодского обкома КПСС.
Похоронен на Пошехонском кладбище Вологды. 